# 이카라 (미사일)

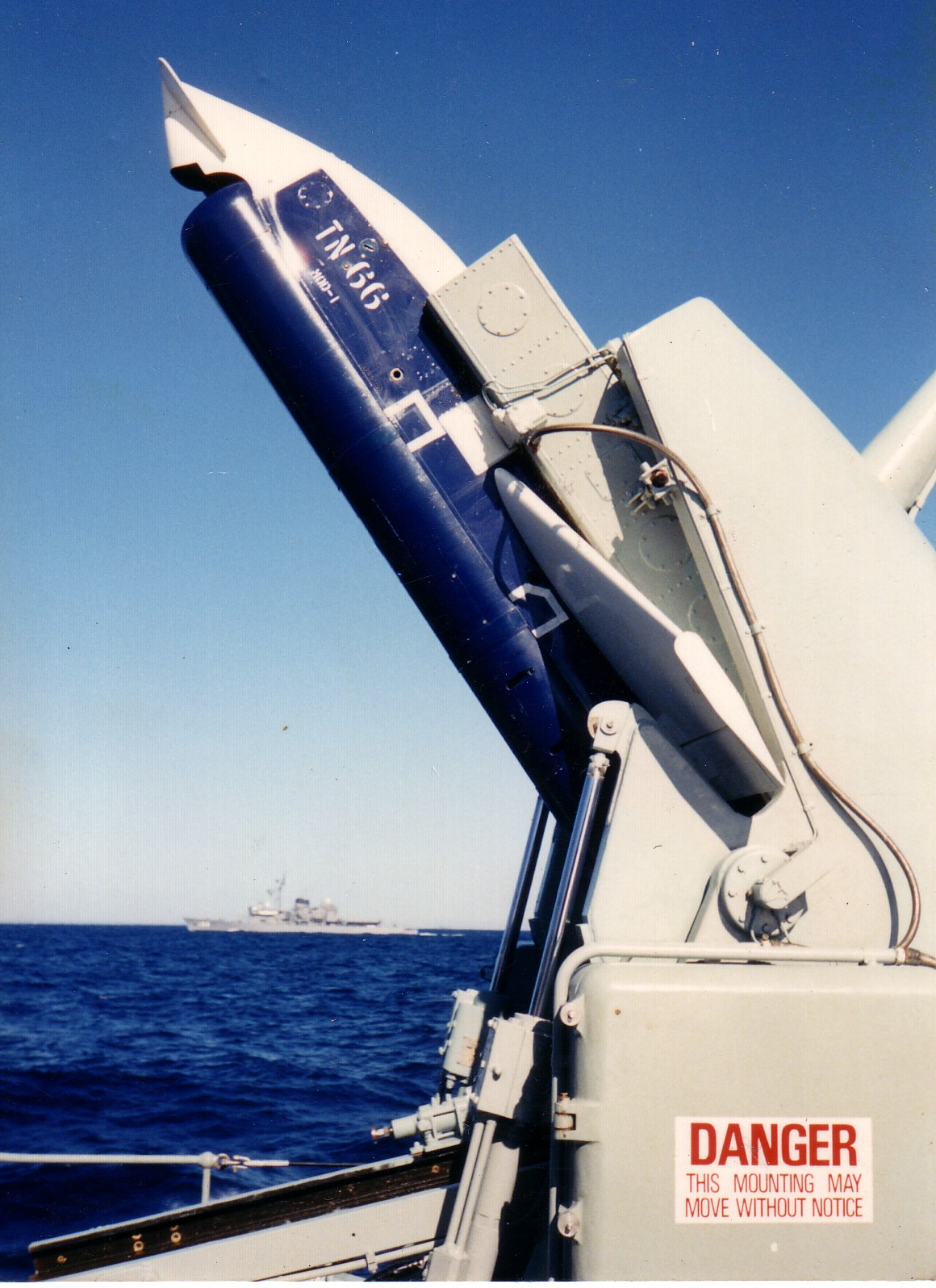

이카라(IKARA)는 1659년 오스트레일리아가 개발한 미국의 ASROC과 비슷한 대잠미사일로 오스트레일리아와 영국, 브라질, 칠레, 뉴질랜드 등의 국가들에서 사용이 되었다. 이카라의 사정거리는 19KM로 초기형 ASROC의 사거리 9.6KM에 비해 두배의 사거리를 가진다.